# An-26
An-26 (ros. Ан-26, kod NATO „Curl”) – radziecki, lekki samolot transportowy zaprojektowany przez biuro konstrukcyjne Olega Antonowa.

## Historia

### Geneza

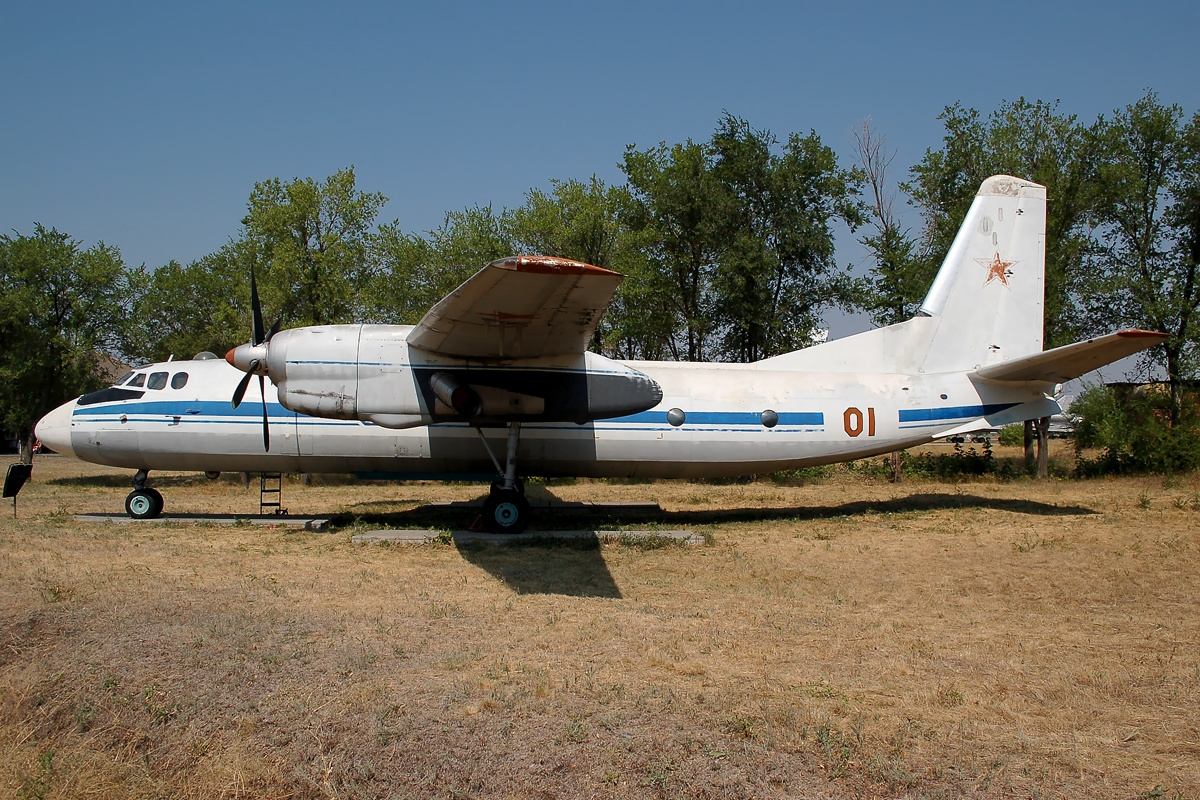
Transportowy An-24T

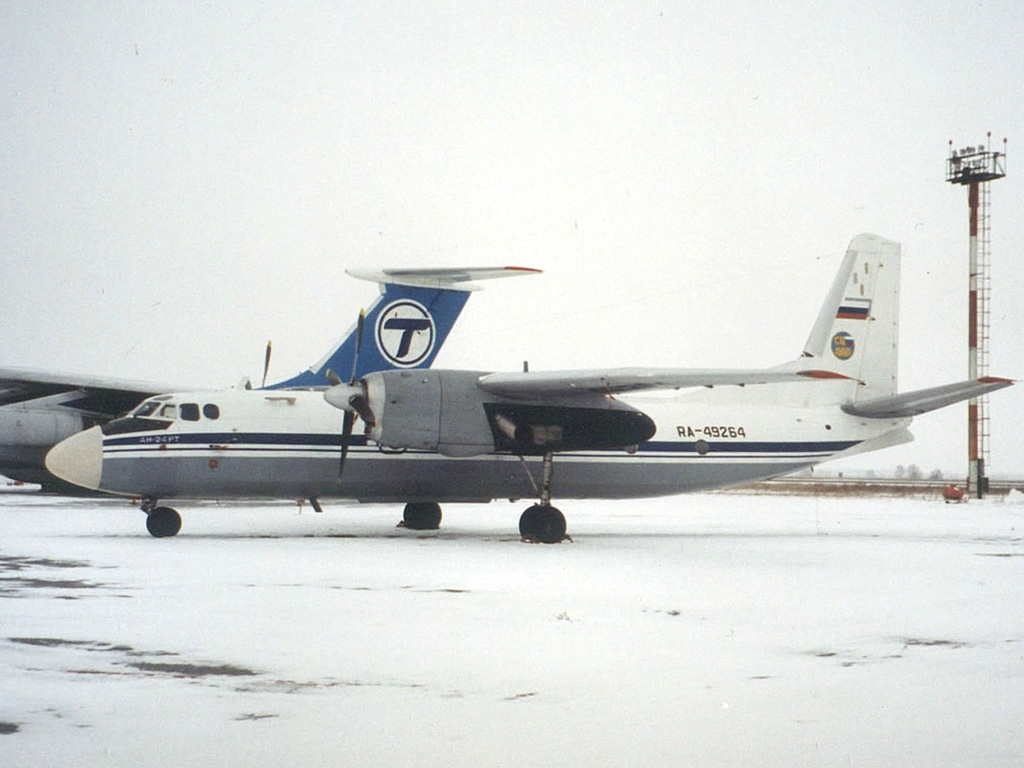
Transportowy An-24RT

20 października 1959 roku w powietrze wzniósł się An-24. turbośmigłowy samolot pasażerski, zdolny do przewozu 44 pasażerów na dystansie do 1600 km. Konstrukcja zaprojektowana w biurze konstrukcyjnym Antonowa miała zastąpić używane w na krótkich liniach regionalnych samoloty Li-2, Ił-12 i Ił-14. Samolot okazał się być udaną maszyną, dzięki niskociśnieniowym oponom, wysoko zawieszonym silnikom w układzie górnopłata, zdolną do operowania z lotnisk o nieutwardzonej nawierzchni. Bogata mechanizacja skrzydła umożliwiała realizację manewrów startów i lądowań z relatywnie krótkich pasów startowych. Obecność na pokładzie samolotu pomocniczej jednostki napędowej i schodków prowadzących do kabiny pasażerskiej, uniezależniały maszynę od infrastruktury lotniskowej. Czynniki te, które czyniły Antonowa doskonałym samolotem do obsługi dalekich, azjatyckich lotnisk Związku Radzieckiego, wydawały się również sprzyjać wykorzystaniu maszyny w roli samolotu transportowego. Dostrzegając potrzebę pozyskania maszyny transportowej, w 1961 roku zbudowano wersję oznaczoną jako An-24T. Była ona zdolna do przewiezienia 4 ton ładunku lub 37 żołnierzy, lub 33 spadochroniarzy, lub w wersji ewakuacji medycznej 24 rannych na noszach. W celu załadunku i wyładunku na prawej burcie samolotu zainstalowano duże drzwi ładunkowe. W latach 1962–1963 maszyna przeszła próby wojskowe, lecz ich rezultat okazał się być rozczarowujący dla producenta: maszyna nie spełniała wymagań sił powietrznych. Wśród zarzutów pojawiły się problemy zbyt małego zasięgu, brak możliwości desantowania ładunków na spadochronach, brak możliwości załadunku pojazdów wojskowych. Biuro konstrukcyjne zaproponowało modyfikacje samolotu, które miały spełnić oczekiwania wojskowych. Zostały one zaakceptowane do realizacji przez Ministerstwo Przemysłu Lotniczego 13 lutego 1965 roku. Głównym elementem modernizacji był dodatkowy luk o wymiarach 1,4 × 2,72 m, dodatkowe zbiorniki paliwa i zwiększona masa przewożonego ładunku. Jeszcze przed oficjalnym próbami państwowymi nowej wersji, które odbyły się w drugiej połowie 1966 roku, uruchomiono produkcję seryjną. W latach 1966–1969 wybudowano 164 maszyny w wersji An-24T, a w latach 1969–1970 jeszcze 62 egzemplarze wersji An-24RT, z dodatkową jednostką turboodrzutową RU19-300, jednak samolot z powodu niewystarczająco dużej klapy ładunkowej nie znalazł się w masowym użyciu. Dostrzegając ową wadę w 1964 roku biuro Antonowa zaproponowało projekt lekkiego samolotu transportowego, dysponującego tylną rampą ładunkową.
Związek Radziecki z uwagą obserwował zmagania prowadzone w trakcie wojny w Wietnamie, analizując taktykę i działania swojego przeciwnika, jakim były Stany Zjednoczone. Zwrócono uwagę między innymi na skuteczność i efektywność lekkich samolotów transportowych, jakie zaopatrywały United States Army, maszyn typu Fairchild C-123 Provider czy C-7. Radzieckie wojska powietrznodesantowe w swoich działaniach przede wszystkim opierały się na maszynach typu An-12 i An-22. Wykorzystanie An-24T/RT było ograniczone i sprowadzało się do użycia maszyny do transportu zaopatrzenia, wyposażenia medycznego, poczty. An-26 miał zapewnić radzieckim spadochroniarzom pełne spektrum ich potrzeb w zakresie transportu towarów, sprzętu, pojazdów i ludzi oraz możliwość ich swobodnego desantowania.

### Projekt

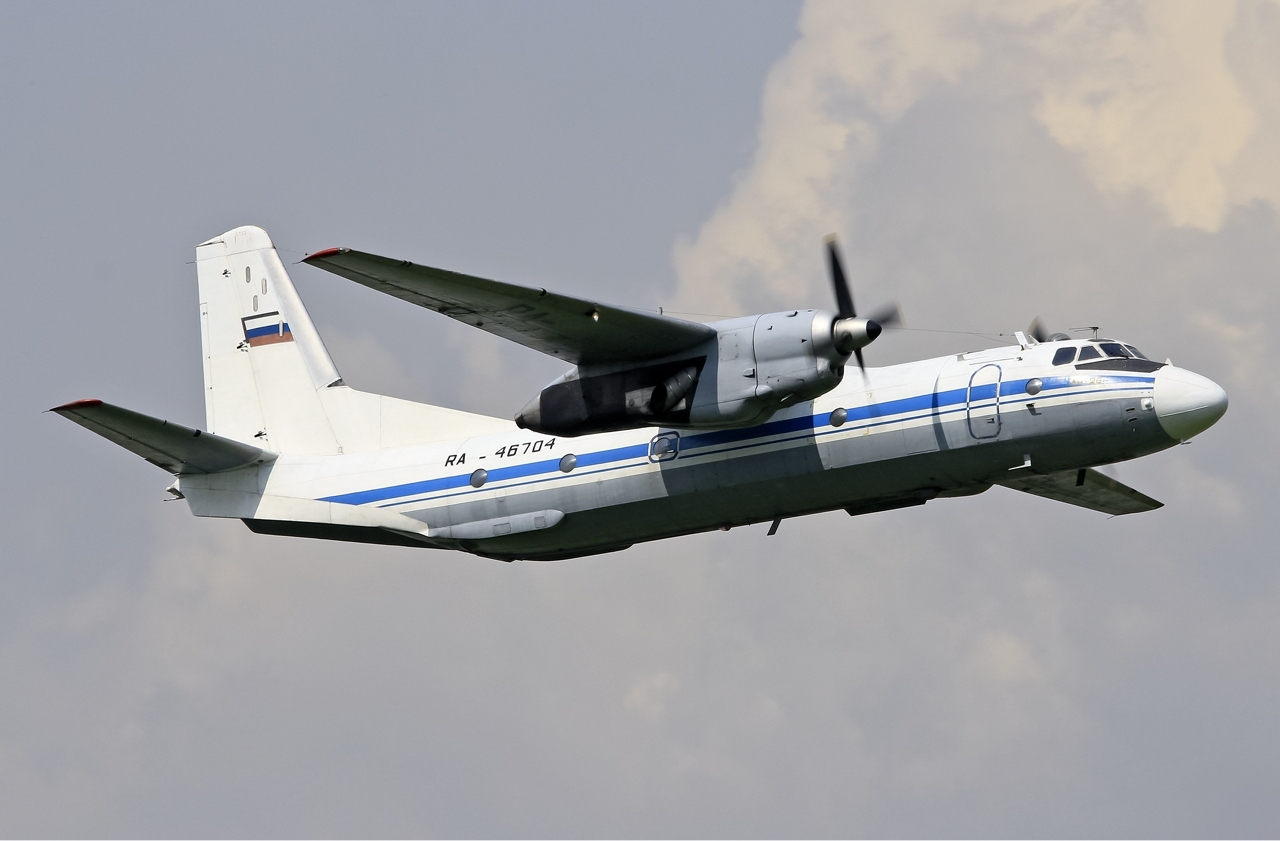
Rosyjski An-26

Najważniejszą cechą, jaką miał charakteryzować się nowy samolot, była oryginalna tylna rampa ładunkowa. Pierwotnie konstrukcja rampy miała być przeznaczona dla nigdy nie powstałego średniego samolotu transportowego oznaczonego jako An-40. Rampa zbudowana była z trzech głównych elementów. Dwóch bocznych płyt oraz poziomej, dolnej klapy. Dolna powierzchnia mogła być wykorzystywana jako klasyczna rampa załadunkowa, po której wtaczane są ładunki (lub w przypadku pojazdów wjeżdżają same) do samolotu lub można ja było przesunąć pod kadłub samolotu. W ostatniej konfiguracji bezpośrednio na pokład można było ładować ładunek np. z ramp ciężarówek. Rozwiązania zastosowane w konstrukcji ramy ładunkowej zostały przez radzieckiego producenta opatentowane między innymi w Stanach Zjednoczonych, Francji i Wielkiej Brytanii, a następnie wykorzystana w kolejnych maszynach Antonowa: An-32, An-72 i An-74. Pomimo oczywistych zalet propozycja biura projektowego nie spotkała się z zainteresowaniem głównego odbiorcy, radzieckich sił powietrznych. Niezrażona niepowodzeniem dyrekcja Zakładu Mechanicznego w Kijowie (nazwa biura konstrukcyjnego Antonowa) na własną rękę w 1966 roku podjęła decyzję o rozpoczęciu prac projektowych. Decyzja okazała się słuszna, 12 marca 1968 roku Siły Powietrzne wraz z Ministerstwem Przemysłu Lotniczego podjęły decyzję o formalnym rozpoczęciu prac projektowych nad nowym samolotem transportowym. Nadzór nad projektem powierzono Wiktorowi Garwardtowi, nominalnemu zastępcy Antonowa w biurze konstrukcyjnym. An-26 zachował ogólny pokrój płatowca An-24. Zastosowanie tylnej rampy ładunkowej wymusiło przeprojektowanie tylnej części kadłuba, co mogło pogorszyć charakterystykę aerodynamiczną samolotu. Aby temu zapobiec, na górnej części kadłuba, po obu stronach rampy, zainstalowano szerokie grzebienie aerodynamiczne. W odróżnieniu od An-12, stanowisko nawigatora przeniesiono z dziobu maszyny, do kabiny pilotów. Zwiększona masa startowa samolotu, w porównaniu do An-24, zmusiła konstruktorów do zastosowania mocniejszych jednostek napędowych AI-24WT o mocy 2820 KM. 30 grudnia 1968 roku ukończono pierwszy prototyp o numerze 02-01. W ciągu kolejnych trzech miesięcy ukończono prototyp przeznaczony do prób naziemnych o numerze 01-01 i kolejny do prób w locie o numerze 02-02. Oblot pierwszego prototypu odbył się 21 maja 1969 roku, tydzień później w powietrze po raz pierwszy wzbił się prototyp numer 02-02. Ten sam egzemplarz kilka dni później zaprezentowany został na Międzynarodowym Salonie Lotniczym w Paryżu. An-26 przeszedł wspólne próby zakładowe i państwowe. W ich trakcie wykryto niedobory prędkości na wysokości 6000 m, które wyeliminowano poprawiając aerodynamikę samolotu. W toku prób ustalono, iż maszyna może przewozić na swoim pokładzie działo samobieżne ASU-57, samochód terenowy GAZ-69, 120 mm moździerz, 85 mm działo oraz palety desantowe PGS-500, PDUR-47 i PDSB-1. 21 września 1970 roku zakończono okres prób. W ich ramach egzemplarze 02-01 i 02-02 wykonały 259 lotów spędzając w powietrzu ponad 430 godzin. Potwierdzono wzrost masy transportowanych ładunków w porównaniu do An-24 oraz łatwość eksploatacji i pilotażu maszyny. Po zakończeniu prób, oba egzemplarze prototypowy wykorzystywano w latach 1971–1972 do badań charakterystyki startu i lądowań na różnych podłożach. W kwietniu 1972 roku wykorzystano prototypy do realizacji zadań uderzeniowych, sprawdzając wyrzutniki bombowe BDZ-34.

## Produkcja
Już w 1968 roku, jeszcze przed oblotem prototypu, rozpoczęto przygotowania do produkcji seryjnej samolotu. Kijowskie Zakłady Lotnicze produkowały maszyny An-24, uruchomienie produkcji podobnego konstrukcyjnie transportowca, jakim był An-26, nie nastręczało problemów. Pierwszy seryjny egzemplarz An-26, o numerze seryjnym 03-01, został wytoczony z hali montażowej 29 sierpnia 1969 roku. Pełnoskalową produkcję rozpoczęto w 1970 roku. Do 1986 roku, roku zakończenia produkcji, wyprodukowano 1398 samolotów. 564 z nich otrzymało radziecki lotnictwo wojskowe oraz inne resorty siłowe: marynarka wojenna, Ministerstwo Spraw Wewnętrznych, Wojska Ochrony Pogranicza, Wojska Obrony Przeciwlotniczej. 316 maszyn odebrało Ministerstwo Lotnictwa Cywilnego, 98 inne, cywilne radzieckie instytucje rządowe, a 420 przeznaczono na eksport.

## Wersja cywilna
Wersja oznaczona jako An-26B trafiła na rynek cywilny. Maszyna od początku dedykowana była realizacji zadań dla cywilnych użytkowników. Sytuacja zmieniła się na przełomie XX i XXI wieku, kiedy to linie lotnicze z powodu końca resursów eksploatowanych An-24 zmuszone były do pozbycia się tego typu maszyn. Linie lotnicze działające w krajach byłego ZSRR stanęły wówczas przed koniecznością zastąpienia swoich An-24 innymi samolotami. W owym okresie kupno nowej maszyny, szczególnie zachodniej produkcji, dalece wykraczało poza możliwości finansowe przewoźników. Ratunkiem okazały się pochodzące z demobilu ex-wojskowe An-26. Maszyny, na skutek redukcji arsenałów sił zbrojnych byłych radzieckich republik, które uzyskując niepodległość, nie były w stanie utrzymać rozbudowanej floty samolotów transportowych, wyprzedawały swoje samoloty. Odpowiednie kroki podjęto w 1999 roku w Lotniczym Kompleksie Naukowo-Badawczym im. O.K. Antonowa na Ukrainie, który sporządził odpowiednią dokumentację techniczną, stanowiącą podstawę dla przebudowy samolotów do wersji pasażerskiej. Samą przebudową zajęły się zakłady remontowe lotnictwa cywilnego Nr 410 w Kijowie. Podobne działania podjęły rosyjskie zakłady remontowe w Rostowie i Irkucku. Kijowskie zakłady przebudowywały samoloty do wersji oznaczonych jako An-26-100 i An-26B-100. W podstawowej wersji obydwie maszyny były w stanie zabrać na pokład 42 pasażerów.

## Wersje
- An-26A – w 1971 roku pojawiła się wersja An-26A. Był to pojedynczy samolot numer 09-01, który w porównaniu do pierwowzoru, pozbawiony został możliwości desantowania ludzi i ładunków na spadochronach. Maszynę pozbawiono kilku systemów, których utrata nie wpłynęła na możliwości lotne samolotu. Między innymi celownik NKPB-7. Wypukłą owiewkę stanowiska nawigatora zastąpiono standardowym oknem. Odchudzenie konstrukcji pozwoliło zmniejszyć jej masę o 966 kg. Dzięki takiemu zabiegowi zwiększyła się prędkość samolotu, jego zasięg oraz zmniejszono zużycie paliwa. Konstrukcji dalej nie rozwijano i An-26A pozostał w jednym egzemplarzu.
- An-26B – wersja przeznaczona na rynek cywilny, wybudowana w 1980 roku. Podobnie jak An-26A, również i ta wersja pozbawiona została możliwości desantowania ludzi i ładunków na spadochronach. Samolot wyposażono w systemy łączności i nawigacji pozwalające na loty w cywilnej przestrzeni powietrznej. I w tym przypadku wystającą poza obrys kadłuba owiewkę stanowiska nawigatora zastąpiono standardowym oknem. Do 1986 roku wyprodukowano 116 egzemplarzy An-26B.
- An-26Sz – wybudowana w latach 1971–1972 wersja przeznaczona do szkolenia nawigatorów. Pokład ładunkowy zapełniony został dziesięcioma stanowiskami, z podwójnymi siedzeniami dla studentów oraz jednym, stanowiskiem instruktora. Stanowiska studentów wyposażone były w niezbędne systemy nawigacyjne. Po lewej stronie kadłuba zainstalowano dwa wystające poza jego obrys, a po prawej stronie trzy. Wybudowano około 50 maszyn tego typu.
- An-26RT – samolot retranslacyjny, wyposażony w stację przekaźnikową Inżir, umożliwiającą zwiększenie zasięgu łączności radiowej. Wersja powstała w wyniku przebudowy 42 egzemplarzy innych wersji transportowych.
- An-26RTR/An-26RR – wersja rozpoznania radiotechnicznego. Samoloty, co najmniej osiem egzemplarzy, powstałe w wyniku przebudowania innych wersji transportowych. Dzięki znajdującemu się na pokładzie wyposażeniu, załogi miały możliwość przechwytywania komunikacji radiowej i określania częstotliwości roboczej stacji radiolokacyjnych.
- An-26REP – specjalistyczna wersja przeznaczona do walki z pociskami rakietowymi klasy ziemia – powietrze i powietrze – powietrze wybudowana w 1974 roku. Na pokładzie samolotu zainstalowano stacje zagłuszające wrogie systemy radarowe SPS-151 i SPS-153, które umieszczono w specjalnych kontenerach znajdujących się po bokach kadłuba. Układy SPO-10 i Barier, informujące załogę o opromieniowaniu samolotu przez nieprzyjacielskie radary oraz dwa wyrzutniki nabojów termicznych ASO-21. Pomimo pozytywnych rezultatów prób prowadzonych do czerwca 1976 roku i rekomendacji przyjęcia samolotu na uzbrojenie, nie podjęto decyzji o realizacji zalecenia.
- An-26M Spasatiel – pięć egzemplarzy przebudowanych do wypełniania zadań reanimacyjno-chirurgicznych i prowadzenia opieki medycznej. Były to pierwsze medyczne samoloty w Związku Radzieckim. Kabinę towarową samolotu podzielono na dwie części. Jedna z nich przeznaczona była do prowadzenia intensywnej opieki medycznej. Druga część pełniła funkcje sali operacyjnej, zdolnej do przyjęcia jednego pacjenta. W lewej gondoli silnikowej umieszczono pomocniczą jednostkę zasilającą TA-9, której zadaniem było dostarczanie energii niezbędnej do funkcjonowania znajdującej się na pokładzie aparatury medycznej w trakcie postoju na ziemi, przy wyłączonych silnikach głównych. Samolotu znajdowały się w dyspozycji Zarządu Wojskowo-Medycznego Ministerstwa Obrony ZSRR.
- An-26KPA – 20 przebudowanych maszyn, których zadaniem była kontrola działania lotniskowych urządzeń radiotechnicznych. Na pokładzie samolotu znajdowała się aparatura Standart, służąca realizacji zadania.
- An-26ASŁK – 14 przebudowanych maszyn, które realizowały te sama zadania co wersja An-26KPA, jednak z nowszym systemem Standart-2R.
- An-26RŁ – sześć samolotów przeznaczonych do patrolowania wyłącznej strefy ekonomicznej Związku Radzieckiego. Pierwszy z samolotów wybudowano w 1987 roku. Maszyny były specjalnie przystosowane do realizacji zadań w warunkach arktycznych. W kabinie ładunkowej samolotu, zainstalowano dodatkowy zbiornik paliwa o objętości 4000 litrów. Dzięki takiemu zabiegowi, długotrwałość lotu zwiększyła się do 8,5 godziny. Po bokach kadłuba zainstalowano dodatkowe, wystające poza obręb kadłuba okna przeznaczone do obserwacji ziemi/powierzchni morza. Samolot realizował również zadania na rzecz przemysłu rybnego.
- An-26P – stworzona w 1987 roku wersja przeciwpożarowa. Po bokach kadłuba zainstalowano dwa zbiorniki na wodę o łącznej pojemności 4000 litrów. Czas zrzutu ładunku wody, zajmował jedynie dwie sekundy. Tak krótki, a przez to nieefektywny czas zrzutu, spowodował, że zbudowano jedynie pięć egzemplarzy.
- An-26 Sfera – pojedynczy egzemplarz, przeznaczony do realizacji programów badawczych właściwości fizycznych atmosfery ziemskiej.
- An-26B Cyklon – pojedynczy egzemplarz powstały w 1987 roku, którego zadaniem była regulacja opadów atmosferycznych.
- An-26 Pogoda – pojedynczy egzemplarz, którego zadaniem była regulacja opadów atmosferycznych.
- An-26D – powstały w 1995 roku, pojedynczy egzemplarz samolotu zamówiony przez Siły Powietrzne Federacji Rosyjskiej, który dzięki instalacji dodatkowych dwóch, zewnętrznych zbiorników paliwa o objętości łącznej 3000 l, był zdolny do realizacji lotów o zasięgu 3600 km. Do wersji An-26D przebudowano egzemplarz o numerze 138-06.
- An-26F – powstały w 1996 roku na zamówienie Białorusi pojedynczy egzemplarz przeznaczony do realizacji zadań w ramach traktatu o otwartych przestworzach. Na pokładzie przebudowanego w ten sposób samolotu o numerze 47-08, znalazło się wyposażenie amerykańskiej produkcji.
- An-26S – pojedynczy egzemplarz zbudowany w 1997 roku na zamówienie Sił Powietrznych Ukrainy. Samolot przeznaczony do realizacji przewozów VIP.
- An-26BUS – pojedynczy egzemplarz samolotu łączności radiowej, zbudowany w 2007 roku na zamówienie Sił Powietrznych Ukrainy.
- An-26MSB – niezrealizowany projekt nowej wersji z 2015 roku. Modernizacja miała polegać na instalacji nowych silników TW3-117WMA-SBM1 będących rozwinięciem długiej serii jednostek TV3-117, produkowanych w zakładach Motor Sicz. Napęd pierwotnie przeznaczony był dla samolotów An-140, ale producent, Motor Sicz, zadając sobie sprawę z dużej liczby nadal używanych w owym okresie An-26, zaproponował ich modernizację w oparciu o nową jednostkę napędową. TW3-117WMA-SBM1 zapełnił by mniejsze zużycie paliwa a tym samym wydłużył zasięg maszyny. Antonow nie był zainteresowany programem modernizacji, rozwijając swój autorski projekt An-132.

## Służba

### Związek Radziecki

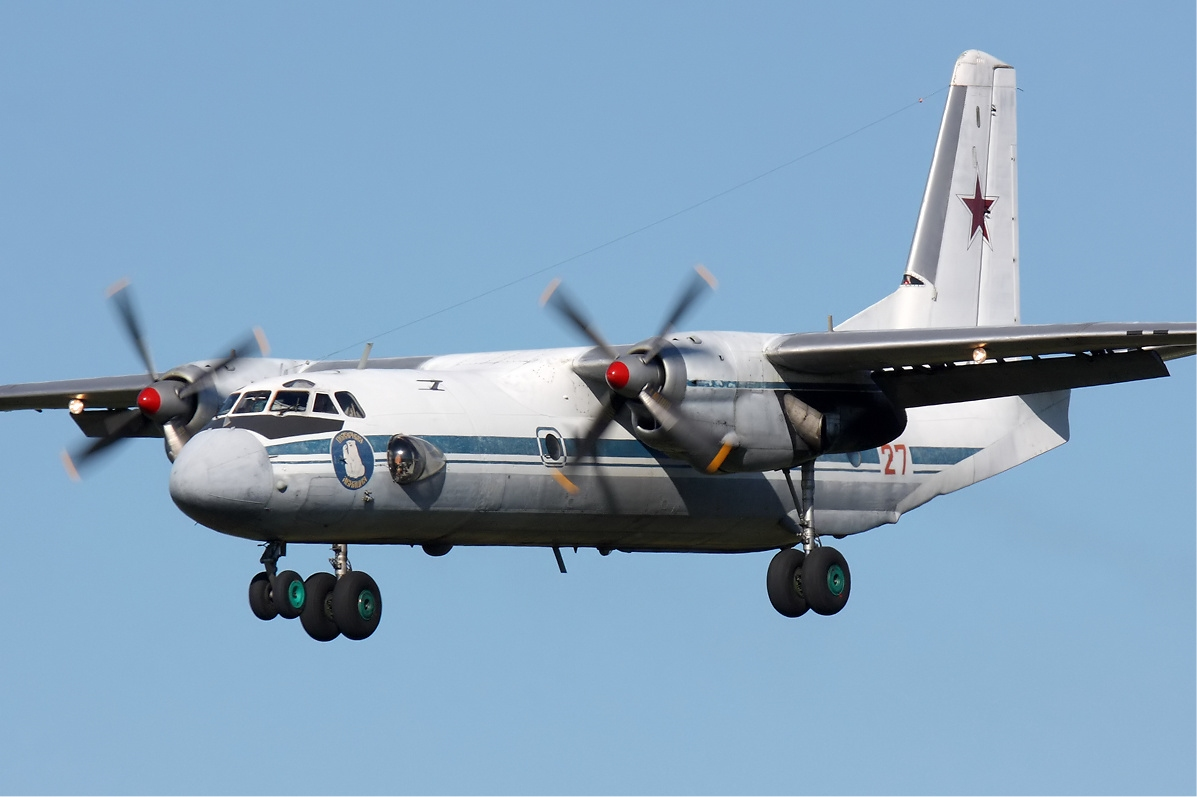
Rosyjski An-26

W lotnictwie Związku Radzieckiego An-26 trafił w pierwszej kolejności na wyposażenie jednostek szkolnych. W 1970 roku samoloty An-26 pojawiły się na stanie 606. Pułku Lotnictwa Szkolnego Bałaszowskiej Wyższej Wojskowej Szkoły Pilotów. Pułk do 1975 roku został całkowicie przezbrojony na An-26. An-26Sz znalazł się na wyposażeniu szkolnych pułków Czelabińskiej i Woroszczyłowgradzkiej (Ługańskiej) Wyższej Wojskowej Lotniczej Szkoły Nawigatorów. Pułk Ługańskiej szkoły, po otrzymaniu w 1985 roku dwudziestu An-26Sz z Czelabińska, obok 606. Pułku stał się drugą i ostatnią, całkowicie przezbrojoną na An-26 jednostką. Jego głównym zadaniem było szkolenie nawigatorów dla lotnictwa transportowego i morskiego. Kolejną szkolną jednostką wyposażoną w An-26 była Stawropolska Wyższa Wojskowa Lotnicza Szkoła Pilotów i Nawigatorów Lotnictwa Obrony Przeciwlotniczej. Dziesięć maszyn An-26Sz wykorzystywanych było do szkolenia nawigatorów samolotów MiG-31. An-26 w lotnictwie Związku Radzieckiego nie był traktowany jako koń roboczy transportu taktycznego. Był maszyna wykorzystywana do zaopatrzenia garnizonów, przewozu personelu wojskowego, jako maszyna transportowa dla przedstawicieli dowództwa. W tradycyjnej roli maszyny transportowej, używano go do przewozu niewielkich ładunków, części zapasowych, zaopatrzenia dla rozrzuconych po rozległych obszarach kraju jednostek. Przykładem tego typu misji był stacjonujący pod Moskwą 10. Samodzielna Brygada Specjalnego Przeznaczenia (od 31 grudnia 1981 roku, 8. Dywizja Lotnicza Specjalnego Przeznaczenia). Jednostka wykonywała zadania na rzecz Ministerstwa Obrony ZSRR, przewożąc dygnitarzy, generalicje, pocztę lub specjalne ładunki. Większość An-26 rozdysponowana została po samodzielnych, mieszanych pułków lotniczych podlegającym armiom lotniczym bądź innym dużym związkom wojskowym. Obok sił powietrznych, użytkownikami An-26 było lotnictwo Marynarki Wojennej Związku Socjalistycznych Republik Radzieckich, Wojsk Obrony Przeciwlotniczej, Rakietowych Wojsk Strategicznego Przeznaczenia, Ministerstwa Spraw Wewnętrznych i Wojsk Ochrony Pogranicza. W momencie rozpadu ZSRR, w grudniu 1991 roku, lotnictwo wojskowe dysponowało 550 samolotami An-26, z czego po odzyskaniu niepodległości przez republiki wchodzące w składa byłego Związku Radzieckiego i rozdysponowaniu pomiędzy nie samolotów, lotnictwu Rosji przypadło 450 maszyn. Kryzys ekonomiczny lat 90., który nawiedził kraj, stał się przyczyną, między innymi degradacji technicznej floty An-26. Siły powietrzne, niezdolne do utrzymania swojego stanu posiadania zmuszone zostały do wyprzedaży swoich An-26. Część z nich trafiła w ręce użytkowników cywilnych, resztę zezłomowano. Tym niemniej, w 2016 roku, rosyjskie służby mundurowe posiadały jeszcze około 140 samolotów An-26. Pomimo upływu lat, samoloty cieszą się opinią maszyn niezawodnych, tanich w eksploatacji i łatwych w pilotażu. W przyszłości, planowane jest zastąpienie An-26 samolotami Ił-112. Niestety problemy jakie przeżywa projekt Ił-112, sugerują, iż proces zastąpienia An-26, nową konstrukcją może potrwać lata.

### Węgry

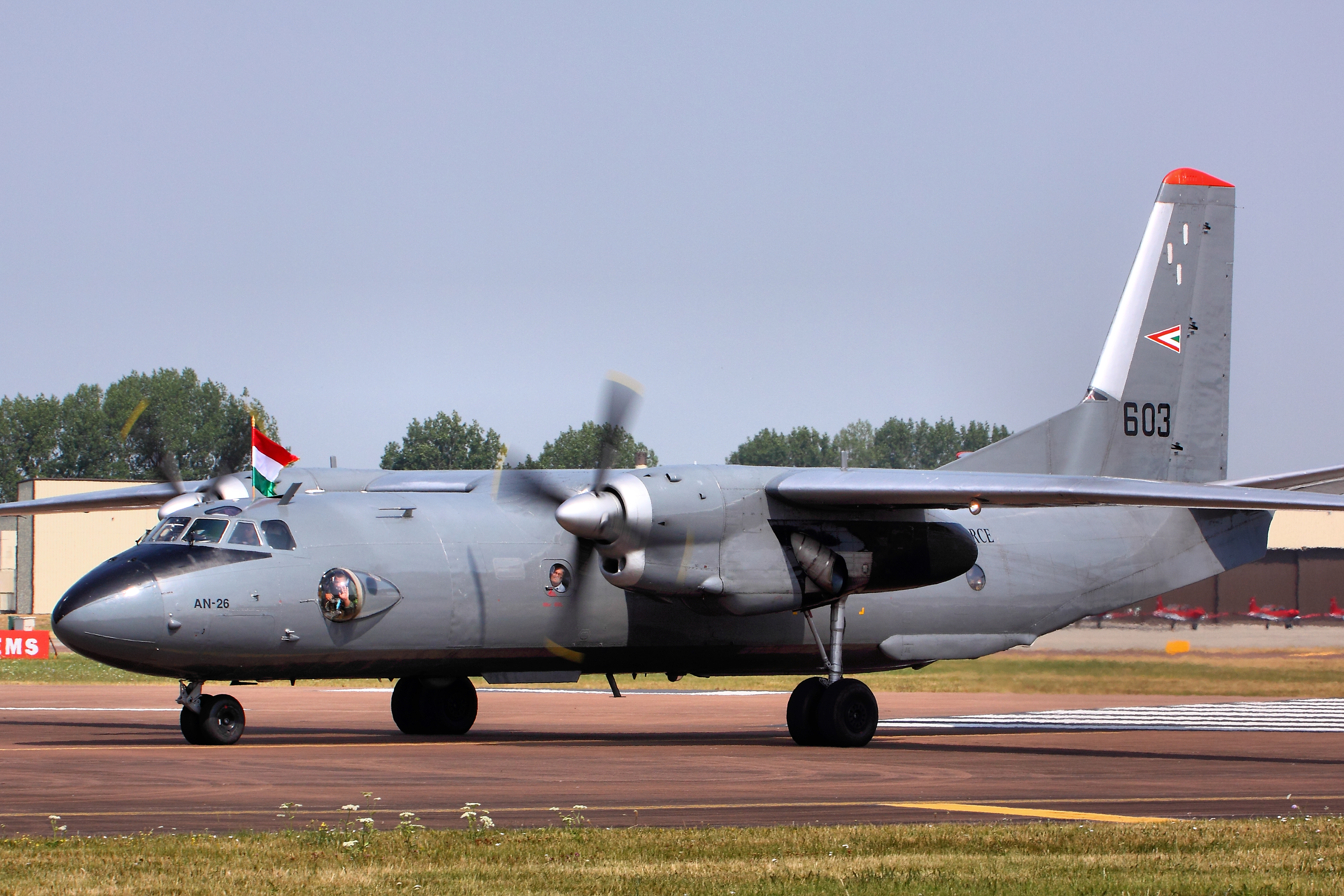
Węgierski An-26, prezentowany w 2013 roku na Royal International Air Tattoo

Węgry weszły w posiadanie jedenastu samolotów An-26, które zastąpiły wiekowe Li-2, radziecką wersję Douglas DC-3. W ramach przygotowań do obsługi i eksploatacji transportowców, w 1973 roku do ZSRR wysłano grupę węgierskich techników i lotników. Zakupione samoloty dotarły na Węgry w czterech rzutach, w 1974, 1975, 1976 roku i 2004 roku. Pierwszy z zamówionych samolotów, o numerze seryjnym 02202, trafił na Węgry 15 kwietnia 1974 roku. Kolejny (o numerze seryjnym 02203) 25 kwietnia tego samego roku, następny 27 kwietnia tego samego roku (o numerze seryjnym 02204). Czwarta z zakupionych maszyn (o numerze seryjnym 02210) dotarła 1 maja 1974 roku, piąta (o numerze seryjnym 02208) 22 maja tego samego roku i szósta, ostatnia w 1974 roku (o numerze seryjnym 02209) 24 maja. Wszystkie dostarczone samoloty były nowymi maszynami, wyprodukowanymi w roku dostawy. 20 listopada 1975 roku przyleciały dwa An-26 o numerach seryjnych 03405 i 03406, dwa dni później przyleciał transportowiec o numerze seryjnym 03407. Dwa miesiące później, 4 stycznia 1976 roku, przyleciała dziesiąta z zamówionych maszyn. Samoloty z transzy z roku 1975 i 1976 wyprodukowane zostały w 1975 roku. Ostatni, jedenasty węgierki An-26, zakupiony został w Rosji i dotarł do kraju 1 lutego 2004 roku. Do 1984 roku, wszystkie węgierskie An-26 operowały z bazy w Szentkirályszabadja, następnie przeniesione zostały na lotnisko Szolnok, gdzie weszły w skład 89. Pułku Lotnictwa Transportowego.
6 grudnia 1986 roku, lecący z lotniska im. Ferenca Liszta w Budapeszcie An-26 o numerze taktycznym 210 (był to czwarty dostarczony An-26), rozbił się niedaleko docelowego lotniska Szentkirályszabadja. Czterech członków z pięcioosobowej załogi zginęło na miejscu, uratował się dowodzący lotem kapitan, który doznał poważnych obrażeń. Przyczyną katastrofy było oblodzenie samolotu. Zadania transportowe musiały wypełniać od tej pory pozostała dziewiątka maszyny, uszczuplona wkrótce o kolejne dwa samoloty, które oddelegowane zostały do pełnienia roli maszyn do przewozu pasażerów VIP. Tego typu misję przejęły na siebie An-26, po wycofaniu ze służby dwóch An-24V z 1. Eskadry Transportowej Sárkány (smok) stacjonującej w Tököl, dostarczonych w 1968 roku. Samoloty powróciły do swoich podstawowych zadań w 2001 roku po zlikwidowaniu 1. Eskadry.
W 1996 roku Węgierskie Siły Powietrzne wycofały pięć z posiadanych An-26. Wśród nich znalazł się pierwszy z dostarczonych samolotów, który trafił do muzeum w Szolnoku. Wycofano również drugą z dostarczonych maszyn. Trafiła ona do cywilnych operatorów, w pierwszej kolejności do bułgarskich linii Scorpion Air gdzie otrzymał znaki LZ-MNS. Od 2007 roku samolot operował w Afryce w ramach linii Solenta Aviation Gabon, ze znakami TR-LID. Kolejna wycofana maszyna, trzeci z dostarczonych An-26, w 2007 roku został pocięty na złom. Następny, piąty z dostarczonych An-26, został wyremontowany i sprzedany węgierskiemu przewoźnikowi CityLine Hungary. Maszyna w czerwcu 2005 roku została zarejestrowana jako HA-TCO. W październiku 2016 roku samolot został wykreślony z węgierskiego rejestru cywilnych statków powietrznych i zarejestrowany na Ukrainie jako UR-CEP, gdzie latał w barwach linii Constanta Airline do 2017 roku. Ostatni z wycofanych w 1996 roku An-26, był szóstym dostarczonym Węgrom transportowcem. Samolot podzielił los drugiej z wycofanych maszyn. Najpierw trafił do bułgarskich linii Scorpion Air gdzie otrzymał znaki LZ-MNT, a następnie do Afryki, do Solenta Aviation Gabon gdzie latał ze znakami TR-LIN. Po wstąpieniu Węgier do NATO w 1999 roku, wszystkie posiadane samoloty musiały zostać przystosowane do działania według standardów paktu. Odpowiednie modernizację ukończono do 2003 roku. W tym samym roku upubliczniono informację dotyczącą dalszych losów posiadanych An-26, które ze względu na swój wiek i wysokie koszty utrzymania, miały przestać być remontowane. Za zaoszczędzone w ten sposób pieniądze, węgierskie władze zamierzały nabyć fabrycznie nowe samoloty An-30 lub An-26 pochodzące z Ukrainy. Plany pozostały jedynie na papierze, zrealizowano jedynie zakup, wyprodukowanego w 1980 roku ex-rosyjskiego An-26, który przyleciał na Węgry 1 lutego 2004 roku. W grudniu 2005 roku dokonano kolejnej reorganizacji, wszystkie dostępne An-26 przeniesione zostały do 3. Eskadry Transportowej 59. Skrzydła Lotnictwa Taktycznego w Kecskemét. Z biegiem lat coraz więcej maszyn z powodów finansowych traciło zdolności do realizacji zadań transportowych. Konsekwencją takiego stanu rzeczy było stopniowe wykruszanie się floty węgierskich An-26. Do połowy 2020 roku, w stanie lotnym pozostał pojedynczy An-26, będący jednym z dwóch dostarczonym 20 listopada 1975 roku samolotów, maszyną o numerze seryjnym 03406. Rozważano wysłanie samolotu do Rosji celem przeprowadzenia remontu, ale ostatecznie zaniechano tego pomysłu. 11 czerwca 2020 roku, po 46 latach służby w węgierskich siłach powietrznych, oficjalnie zakończono służbę samolotów typu An-26. Uroczystości towarzyszące temu wydarzeniu odbyły się w bazie sił powietrznych w Kecskemét.
17 listopada 2020 roku Węgry podpisały umowę z Embraerem, na zakup dwóch egzemplarzy KC-390, w konfiguracji zdolnej do tankowania w powietrzu. Kontrakt obejmuje również szkolenie węgierskiego personelu latającego i naziemnego w obsłudze i eksploatacji samolotów. Zakup brazylijskich maszyn pozwoli na odtworzenie zdolności transportowych Węgierskich Sił Powietrznych po wycofaniu An-26.

### Rumunia
Rumuńskie Siły Powietrzne były w posiadaniu piętnastu maszyn An-26 (czternastu). Pierwsze dostawy zrealizowano w 1976 roku. Ostatni z transportowców wycofany został w 2017 roku. Rumuńskie transportowce weszły w skład 99. Dywizji Lotnictwa Transportowego. W 1990 roku, jednostkę rozformowano, powołując na jej miejsce (i innych jednostek) 90. Bazę Lotnictwa Transportowego (rum. Flotila 90 Transport Aerian). Ostatnie cztery używane An-26, przed ich wycofaniem, zgrupowane były wraz z pojedynczym, fotogrametrycznym An-30 w 902. Eskadrze Lotnictwa Transportowego i Rozpoznawczego.

### Somalia
Somalijskie Siły Powietrzne były jednym z pierwszych użytkowników samolotów An-26, ich dostawy zaczęto realizować już w 1972 roku.

### Niemiecka Republika Demokratyczna

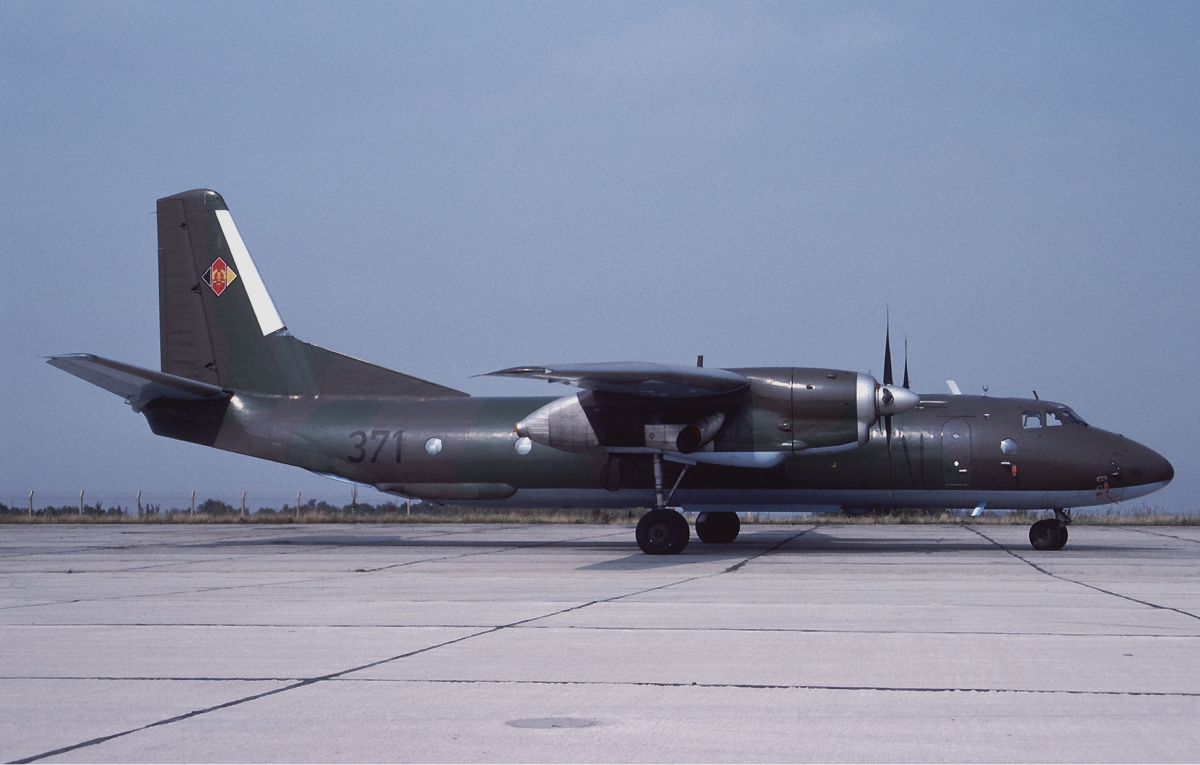
Wschodnioniemiecki An-26

Siły powietrzne NRD dysponowało tuzinem maszyn typu An-26. Ich dostawy rozpoczęto w 1980 roku, a zakończono pięć lat później, w 1985 roku. Samoloty znalazły się w składzie 24. Eskadry Lotnictwa Transportowego stacjonującej na lotnisku Dresden-Klotzsche. Maszyny otrzymały rodzime oznaczenie. Osiem w wersji transportowej otrzymało oznaczenie AN-26T. Wersja sztabowa (dwie maszyny) – An-26ST. Pojedyncza maszyna rozpoznania radiotechnicznego – AN-26SM. Pojedynczy samolot kontroli lotniskowych systemów radiotechnicznych – An-26M. Pojedynczy An-26T przystosowany był do realizacji zadań ratownictwa morskiego. Dyżurując na jednym z nadbałtyckich lotnisk, w razie potrzeby mógł nieść pomoc statkom i ich załogom. Wschodnioniemieckie An-26 wzięły udział w akcji walki z głodem w Etiopii, do której wysłano pięć maszyn w marcu 1986 roku. Maszyny otrzymały cywilne rejestracje i w okresie dwóch lat, brały udział w rozwożeniu żywności po kraju. Pojedynczy An-26SM, od jesieni 1985 roku latając raz lub dwa razy w tygodniu wzdłuż granicy ze swoim zachodnioniemieckim sąsiadem monitorował łączność radiową, określał parametry pracy należących do NATO urządzeń radiolokacyjnych znajdujących się po zachodniej stronie granicy obydwu państw niemieckich. Maszyna oficjalnie została przyjęta na uzbrojenie 20 grudnia 1985 roku. W trakcie lotu, na pokładzie samolotu znajdowało się ośmiu operatorów systemów rozpoznania, przydzielonych do lotu z 3. Pułku Rozpoznania, na co dzień stacjonującego w Dessau. 30 września 1990 roku z samolotu usunięto jego wyposażenie rozpoznawcza, a sam An-26 powrócił do 24. Eskadry Lotnictwa Transportowego w charakterze zwykłej maszyny transportowej. Podobne działania prowadziło Luftwaffe, które do szpiegowania swojego wschodniego sąsiada, wykorzystywało samoloty English Electric Canberra. Po zjednoczeniu Niemiec, An-26 znalazły się na stanie 3. Eskadry 65. Pułku Lotnictwa Transportowego. Pozostające w służbie An-26, sprzedano w 1994 roku.

### Polska

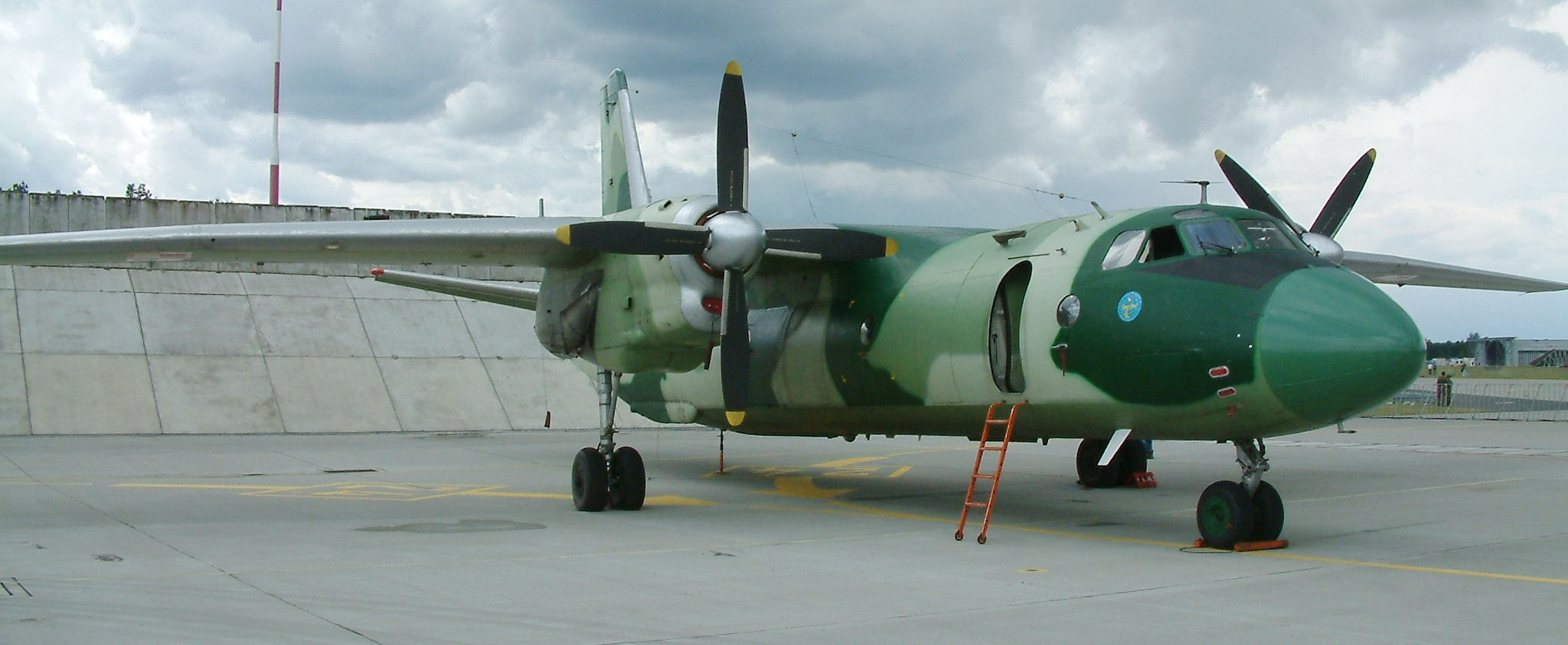
Polski An-26

Do czasu wprowadzenia na uzbrojenie samolotów An-26. Podstawą polskiego lotnictwa transportowego były lekkie maszyny transportowe Li-2 oraz Ił-14. W marcu 1969 roku w ówczesnym Dowództwie Wojsk Lotniczych powstał „Ramowy plan rozwoju lotnictwa na lata 1971–1975 z perspektywą na lata 1976, 1980 i 1985”. Plan zakładał wymianę dostępnych Li-2 i Ił-14 na maszyny An-24 lub podobne. Realizacja planu miała zakończyć się do 1980 roku, zakupem 30 nowych samolotów. Nowe maszyny miały w istotny sposób rozwiązać problemy transportowe polskiego lotnictwa, którym nie mogły podołać wywodzące się konstrukcyjnie z Douglas DC-3, jego radzieckie kopie. Jak również zapewnić wsparcie 6 Pomorskiej Dywizji Powietrznodesantowej w realizacji stawianych przed nią zadań i szkoleniu spadochronowym. Wraz z pojawieniem się w ofercie radzieckich producentów maszyny An-26, Polska wyraził chęć zakupu tego typu maszyny, o wiele lepiej spełniające stawiane lekkim transportowcom wymagania niż transportowe wersje An-24. Tym niemniej zweryfikowano liczbę wymaganych samolotów, podpisując na początku 1971 roku, wstępną umowę na zakup 20 maszyn. Ostatecznie, i ta liczba uległa zmniejszeniu, zakupiono tuzin samolotów. Pierwsza siódemka dotarła do Polski w 1972 roku. Były to maszyny o numerach 13-08, 13-09, 13-10, 14-02, 14-03, 14-06 i 14-07. Tym samym Polska stała się pierwszym eksportowym użytkownikiem An-26. W 1973 roku do Polski dotarła kolejna piątka, o numerach 15-08, 15-09, 16-02, 16-03 i 16-04. Samoloty znalazły się na wyposażeniu 13 Pułku Lotnictwa Transportowego, stacjonującego w 8 Bazie Lotniczej w Krakowie. Już w tym samym roku, maszyny wzięły udział w misji zagranicznej, przewożąc do Sajgonu polskich inspektorów Międzynarodowej Komisji Nadzoru i Kontroli. Samoloty brały udział w ćwiczeniach wojskowych odbywających się w ramach Układu Warszawskiego. Zapewniały wsparcie logistyczne przewożąc ludzi i sprzęt na bliski wschód, zaopatrując polskie kontyngenty operujące w ramach misji zagranicznych Organizacji Narodów Zjednoczonych. W kraju, maszyny wzięły na swoje barki szkolenie spadochronowe żołnierzy 6 Pomorskiej Dywizji Powietrznodesantowej.
Wojska lotnicze nie posiadały w swoich strukturach specjalistycznych wersji An-26. Plan pozyskania tego typu maszyn pojawił się latem 1983 roku. Dotarł wówczas do Polski plan nakreślony w Dowództwie Zjednoczonych Sił Zbrojnych Układu Warszawskiego, w którym nakreślono schemat rozwoju polskiego lotnictwa wojskowego, z uwzględnieniem wymaganych zakupów. Wśród zaleceń jakie znalazły się w dokumencie, było stworzenie nowej, mieszanej eskadry rozpoznawczej. W jej składzie, miałyby się znaleźć An-26 w wersji rozpoznania radioelektronicznego oraz powietrznego punktu dowodzenia. Do realizacji planów, głównie z powodów finansowych, nigdy nie doszło.
Na początku lat 90. XX wieku w ramach rozliczeń za remonty pozostałych samolotów wykonane w zakładach remontowych na Ukrainie oddano najpierw An-26 o numerze taktycznym 1308, a jakiś czas później 1309.
13 Pułk Lotnictwa Transportowego rozformowano w grudniu 2000, jego rolę i wyposażenie przejęła nowo utworzona 13 Eskadra Lotnictwa Transportowego.
Od roku 2003 13 Eskadra Lotnictwa Transportowego stopniowo wymieniała samoloty An-26 na większe samoloty transportowe CASA C-295. Ostatni lot wojskowego An-26 (egzemplarz o numerze 1403) odbył się 16 stycznia 2009. Cztery samoloty o wyczerpanym resursie przekazano do: Ośrodka Tresury Psów Służbowych Straży Granicznej w Lubaniu, Centralnej Szkoły Państwowej Straży Pożarnej w Częstochowie, Muzeum Lotnictwa Polskiego w Krakowie i Muzeum Wojska Polskiego w Warszawie.

#### PLL LOT
W latach 1986–1996 Polskie Linie Lotnicze LOT wyczarterowały od Wojska Polskiego trzy An-26 o numerach taktycznych 1602, 1603 i 1604 nadano im cywilne rejestracje SP-KWC, SP-LWB i SP-LWA. Samoloty zostały przemalowane i latały w barwach LOT Cargo.

#### Exin sp. z o.o.
Założone w 1991 przedsiębiorstwo lotnicze Exin sp. z o.o. z Lublina od 1994 wykorzystuje samoloty An-26, w październiku 2008 roku przedsiębiorstwo miało na stanie 6 samolotów An-26.
18 marca 2010 samolot przedsiębiorstwa Exin wykonujący lot dla firmy kurierskiej DHL na trasie Helsinki-Tallinn przymusowo lądował na zamarzniętej tafli jeziora Ülemiste koło Tallinna. Załoga nie odniosła poważnych obrażeń.

### Słowacja
Po rozpadzie Czechosłowacji, nowo powstałe Słowackie Siły Powietrzne odziedziczyły dwie maszyny An-26B o numerach 2506 i 3208. Decyzję o wycofaniu obydwu samolotów przyśpieszyła katastrofa znajdującego się również na uzbrojeniu An-24. W grudniu 2008 roku wybrano nowe, lekkie samoloty transportowe, którymi zostały C-27J Spartan. An-26 wykonały swoje ostatnie loty w służbie odpowiednio we wrześniu 2010 oraz w marcu 2016 roku. Z powodu realizacji innych, kosztownych dla Słowacji programów, umowę na zakup dwóch nowych samolotów podpisano 29 października 2014 roku. Pierwszy z zakupionych C-27J dotarł na Słowację 24 października 2017 roku.

### Czechosłowacja
Czechosłowackie Siły Powietrzne w latach 1982–1984 otrzymały sześć maszyn o numerach 2408, 2409, 2506, 2507, 3208 i 3209. Maszyny zostały skupione w 1. Pułku Lotnictwa Transportowo-Desantowego na co dzień stacjonującego na lotnisku Ostrava-Mošnov. Jedna z maszyn, An-26 o numerze bocznym 3209 zmodernizowany został siłami rodzimego przemysłu do wersji rozpoznania elektromagnetycznego. Samolot oznaczony jako An-26Z-1, wyposażony został w systemy rozpoznawcze opracowane w zakładach Tesla. Cechą charakterystyczną maszyny były dwa dużych rozmiarów dielektryczne sponsony znajdujące się u dołu kadłuba, po obu jego stronach, na wysokości skrzydeł. Tak zmodyfikowana maszyna weszła w skład 344. Pułku Transportowo-Rozpoznawczego stacjonującego w Pardubicach. Po rozpadzie Czechosłowacji, do Pardubic trafiły wszystkie znajdujące się w posiadaniu Czeskich Sił Powietrznych cztery An-26.

### Bułgaria
Bułgarskie Siły Powietrzne użytkowały pięć samolotów An-26, dostarczonych w latach 1984–1985. Maszyny były eksploatowane do 2011 roku, kiedy wycofano z uzbrojenia ostatnie z nich. Utrzymanie zdolności transportowych bułgarskiego lotnictwa przejęły na siebie zakupione trzy samoloty Alenia C-27J Spartan. Pierwotny kontrakt, podpisany 24 lutego 2006 roku przewidywał zakup pięciu maszyn z opcją na trzy kolejne. Brak możliwości finansowania sprawił, iż w 2011 roku zakup ograniczono do pięciu Spartanów.

### Ukraina
Należące do Sił Powietrznych Ukrainy An-26 zgrupowane są dwóch jednostkach (stan na rok 2022). Pierwszą z nich jest 15. Boryspilska Brygada Lotnictwa Transportowego im. konstruktora lotniczego Olega Antonowa (ukr. 15-та Бориспільська брига́да тра́нспортної авіа́ції імені авіаконструктора Олега Антонова). Główną bazą operacyjną brygady jest port lotniczy Kijów-Boryspol, wykonując zadania transportowe na rzecz Ministerstwa Obrony Ukrainy. Brygada składa się z trzech eskadr. Na wyposażeniu pierwszej z nich znajdują się rozpoznawcze samoloty An-30B realizujące misje w ramach operacji „Otwarte Niebo”. Pięć An-26 znajduje się na wyposażeniu drugiej eskadry 15. Brygady. Maszyny realizują zadania transportu ładunków oraz personelu Ministerstwa Obrony i Sztabu Generalnego. Dwa z owych pięciu samolotów to maszyn w wersji ewakuacji medycznej – An-26 Rjatunczik. Drugą jednostką wyposażoną w An-26 jest 456. Brygada Lotnictwa Transportowego im. Dmitrija Majbrody (ukr. 456-та бригада транспортної авіації імені Дмитра Майбороди). Na jej wyposażeniu znajduje się czternaście samolotów An-26. Kolejne piętnaście maszyn znajduje się na wyposażeniu ukraińskiej Gwardii Narodowej i kolejne wchodzące w skład Ukraińskiej Marynarki Wojennej. Docelowo, rząd planuje oprzeć lotnictwo transportowe o samoloty An-178.

## Zastosowanie bojowe

### Afganistan
An-26 znalazł się na uzbrojeniu 50. Samodzielnego Mieszanego Pułku Lotniczego, wchodzącego w skład 34. Korpusu Lotniczego, będącego częścią 40. Armii. 40. Armia była trzonem Ograniczonego Kontyngentu Wojsk Radzieckich w Afganistanie biorącego udział w radzieckiej interwencji w Afganistanie. Do 1986 roku wszystkie będące na stanie An-26 wchodziły w skład 1. Eskadry. Po 1986 roku wszystkie maszyny w wersjach specjalnego przeznaczenia przeniesiono do 2. Eskadry, a w pierwszej, pozostawiono jedynie cztery samoloty transportowe. W 2. Eskadrze znalazło się osiem maszyny retranslacyjnych An-26RT, pojedynczy egzemplarz rozpoznania radiotechnicznego An-26RR, dwa samoloty medyczne An-26M oraz trzy rozpoznawcze An-30. Obok wymienionych samolotów, kolejne trzy An-26 weszły w skład samodzielnej eskadry, nie będącej częścią 40. Armii. Ich zadaniem był transport i wsparcie radzieckich doradców wojskowych, oddelegowanych do jednostek rządowej armii afgańskiej. Niewielka liczba maszyn transportowych wynikała z faktu, iż ciężar realizacji zadań transportowych w Afganistanie wzięły na swoje barki śmigłowce Mi-6, dysponujące podobnym udźwigiem co An-26. Zdecydowanie większe znaczenie dla powodzenia radzieckich operacji w Afganistanie miało użycie wersji specjalistycznych An-26. Z uwagi na górzysty teren kraju, komunikacja radiowa pomiędzy poszczególnymi, operującymi w terenie jednostkami sowieckiej armii, była utrudniona. Retranslacyjne An-26RT zapewniały ciągłość łączności radiowej, zwłaszcza podczas dużych operacji wojskowych. Pojedynczy An-26RR przeznaczony był do realizacji misji przechwytywania komunikacji radiowej Mudżahedinów. W trakcie realizacji zadania, na pokładzie obecny był tłumacz. Medyczny An-26M, przewoził rannych żołnierzy do Taszkientu. W trakcie działań w Afganistanie, w latach 1985–1989, utracono co najmniej sześć samolotów typu An-26. Cztery samoloty, w tym dwa w wersji An-26RT zostały zestrzelone ogniem z przenośnych, ręcznie odpalanych, pocisków kierowanych ziemia-powietrze. Kolejny samolot utracono w wyniku zestrzelenia bronią strzelecką. Pojedynczy An-26M, został spisany ze stanu z powodu uszkodzeń jakich doznał w trakcie ostrzału rakietowego lotniska w Kandaharze.

### Czeczenia
An-26 zostały użyte podczas pierwszej wojny w Czeczenii oraz drugiej. Samoloty wykorzystywano do transportu ładunków i zaopatrzenia do Czeczenii. Podobnie jak w Afganistanie, górzysty, kaukaski teren kraju utrudniał prowadzenie komunikacji radiowej. Aby temu zaradzić, ponownie do akcji wprowadzone zostały specjalistyczne samoloty retranslacyjne An-26RT. Z kolei realizacje misji o charakterze rozpoznania i przechwytywania transmisji radiowych sił nieprzyjaciela, realizowały samoloty Ił-20. An-26RR zostały wycofane ze służby przed wybuchem konfliktu w Czeczenii.

### Operacja Allied Force
W trakcie przeprowadzanej przez lotnictwo Sojuszu Północnoatlantyckiego (NATO) między 24 marca i 20 czerwca 1999 roku operacji uderzeniowych w Federalnej Republice Jugosławii, mająca doprowadzić do zakończenia czystek etnicznych na terenie Kosowa, pojedynczy, serbski An-26 został zniszczony w trakcie bombardowania bazy lotniczej Batajnica.

### Konflikt peruwiańsko-ekwadorski
22 stycznia 1981 roku na nowo wybuchł tlący się konflikt pomiędzy Peru a Ekwadorem. Konflikt dotyczy nierozstrzygniętych sporów terytorialnych pomiędzy obydwoma krajami. Krótkotrwałe walki z początku 1981 roku określane są mianem incydentu Paquisha. W trwających kilka dni starciach, wzięły aktywny, bojowy udział należące do Peruwiańskich Sił Powietrznych An-26. Maszyny przewoziły na swoich pokładach beczki z napalmem, które załogi zrzucały z samolotu, wytaczając je na zewnątrz po tylnej rampie ładunkowej. W trakcie jednego lotu, maszyna zabierała na pokład 16 beczek.

### Wojna domowa w Syrii
Zarówno rosyjski kontyngent wojskowy wspierający siły wierne prezydentowi Syrii Baszszara al-Asada, jak również syryjskie siły powietrzne używały maszyn typu An-26. Syryjskie maszyny wykonują zadania transportowe, przewożąc głównie żołnierzy, amunicje i sprzęt, również operując w strefie walk. Według niepotwierdzonych informacji, jeden z samolotów miał zostać utracony na ziemi. Podobne zadania wykonują samoloty rosyjskie. Jeden z nich został utracony w wyniku katastrofy. 6 marca 2018 roku w trakcie podejścia do lądowania w bazie lotniczej Humajmim rozbił się An-26 o znakach RF-92955. Katastrofy nie przeżył nikt z sześcioosobowej załogi i 33 pasażerów.

### Inwazja Rosji na Ukrainę
Obydwie strony konfliktu w swoich arsenałach posiadały maszyny An-26. Zakres ich użycia pozostaje nieznany. Udokumentowane zostało zniszczenie po jednym samolocie ukraińskim i rosyjskim. 24 lutego 2022 roku potwierdzono stratę rosyjskiej maszyny o numerze bocznym RF-36074. Samolot rozbił się w głębi rosyjskiego terytorium, przyczyna pozostaje nieznana.

## Konstrukcja

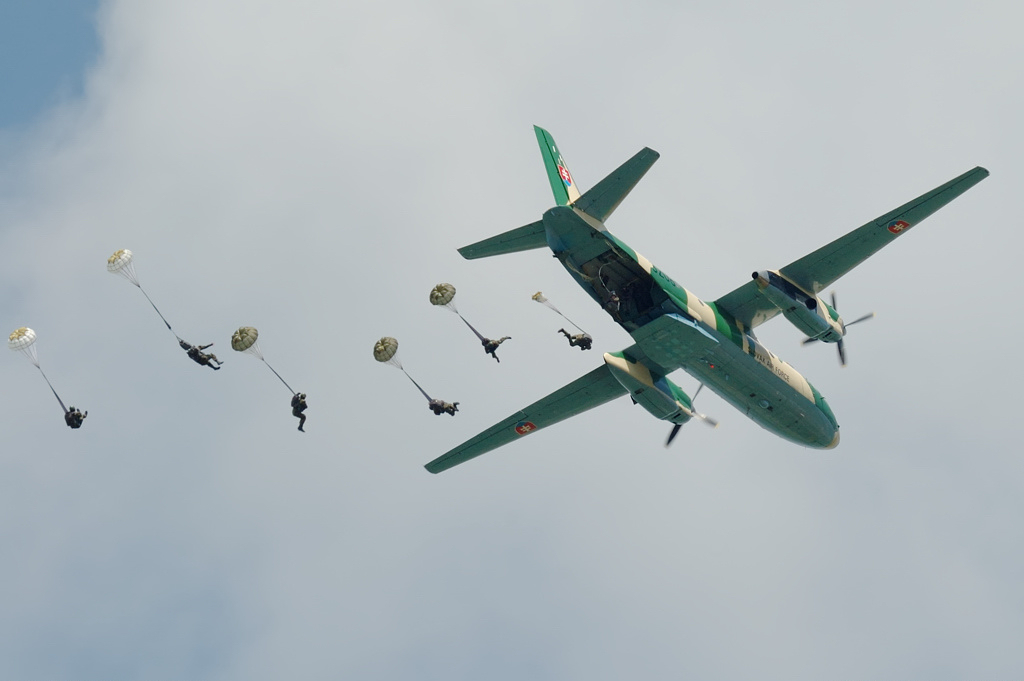
Zrzut spadochroniarzy z An-26

Górnopłat o konstrukcji półskorupowej, całkowicie metalowej, z klasycznym usterzeniem. Ładownia o wymiarach 15,68 m długości, 2,78 m szerokości i 1,91 m wysokości mieści 40 skoczków spadochronowych lub 24 nosze lub do 5500 kg ładunku. Całkowita objętość ładowni wynosi 60 m³. Na suficie kabiny ładunkowej zainstalowana została elektryczna wyciągarka, którą można było przesuwać wzdłuż sufitu po szynie. Na podłodze zainstalowano dwie szyny jezdne P-157, ułatwiające przesuwanie palet po podłodze kabiny ładunkowej. Wzdłuż burt samolotu zainstalowano siedzenia dla spadochroniarzy. Z ładunkiem 2100 kg zasięg 2550 km. W dole tyłu kadłuba drzwi ładunkowe, otwierane w locie do zrzutów. Podwozie z kołami przednimi, chowane w locie. Silnik odrzutowy (umieszczony w prawej gondoli silnika) służy jako pomocniczy do startu, w szczególności w klimacie gorącym i na lotniskach położonych wysoko. Służy także w wytwarzaniu dodatkowego ciągu w przypadku awarii silnika głównego. Wolnonośne, całkowicie metalowe, dwudźwigarowe skrzydła o konstrukcji kesonowej. Każdy z płatów wyposażony został w dwie klapy jednoszczelinowe w środkowej części, w wewnętrznej części wysuwane klapy dwuszczelinowe. Na zewnętrznej części zlokalizowano po dwie sekcje lotek. Usterzenie klasyczne, wolnonośne.

## Egzemplarze muzealne

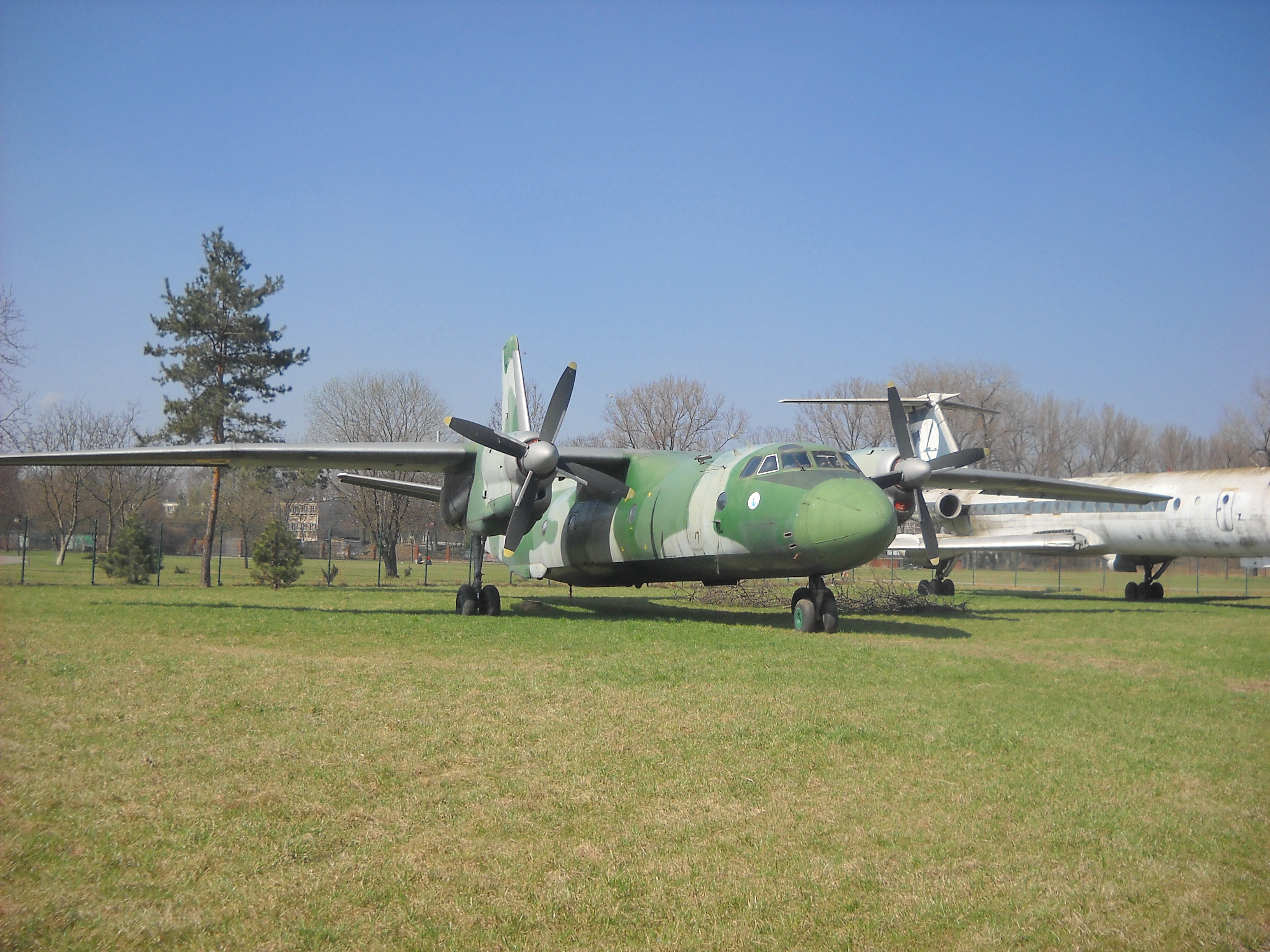
An-26 w zbiorach Muzeum Lotnictwa Polskiego w Krakowie

- An-26, nr boczny „1508” znajduje się w Muzeum Lotnictwa Polskiego w Krakowie
- An-26, nr boczny „1602” znajduje się w Muzeum Wojska Polskiego w Warszawie (udostępniany także do zwiedzania wnętrza).
- An-26M, nr boczny 369 (seryjny 11402). Były wschodnioniemiecki samolot w wersji przeznaczonej do kontroli lotniskowych systemów nawigacyjnych. Po zjednoczeniu Niemiec, 20 lipca 1994 roku An-26 został wycofany z użycia i trafił do muzeum Luftwaffe mieszczącego się początkowo na lotnisku w Uetersen. Obecnie, po przeniesieniu, Militärhistorisches Museum Flugplatz Berlin-Gatow[2].

### Inne zachowane egzemplarze
- An-26, nr boczny „1403”, samolot pomnik, znajdujący się na terenie koszar 8 Bazy Lotnictwa Transportowego. Obok samolotu umieszczono głaz z tablicą pamiątkową poświęconą wszystkim lotnikom ziemi krakowskiej.
- An-26, nr boczny „1603” znajduje się na terenie Centralnej Szkoły Państwowej Straży Pożarnej w Częstochowie. Samolot jest wykorzystywany podczas szkolenia z taktyki działań ratowniczych[20].
- An-26, nr boczny „1406” znajduje się na terenie Ośrodka Tresury Psów Służbowych Straży Granicznej w Lubaniu. Słuchacze szkoły zdobywają umiejętności w kilku specjalnościach: patrolowo-obronnej, tropiącej, specjalnej do wyszukiwania osób, specjalnej do wyszukiwania narkotyków, specjalnej do wyszukiwania materiałów wybuchowych i broni oraz specjalnej do wyszukiwania wyrobów tytoniowych[20]